# 40e cérémonie des British Academy Film Awards
Pour la cérémonie des BAFTAs récompensant la télévision, voir la 34e cérémonie des British Academy Television Awards.
La 40e cérémonie des British Academy Film Awards, organisée par la British Academy of Film and Television Arts, s'est déroulée en 1987 et a récompensé les films sortis en 1986.

## Palmarès

### Meilleur film
- Chambre avec vue (A Room with a View)
  - Mission (The Mission)
  - Mona Lisa
  - Hannah et ses sœurs (Hannah and her Sisters)

### Meilleur réalisateur
- Woody Allen pour Hannah et ses sœurs (Hannah and her Sisters)
  - Neil Jordan pour Mona Lisa
  - Roland Joffé pour Mission (The Mission)
  - James Ivory pour Chambre avec vue (A Room with a View)

### Meilleur acteur
- Bob Hoskins pour le rôle de George dans Mona Lisa
  - Michael Caine pour le rôle d'Elliott dans Hannah et ses sœurs (Hannah and her Sisters)
  - Paul Hogan pour le rôle de Mike Dundee dans Crocodile Dundee
  - Woody Allen pour le rôle de Mickey dans Hannah et ses sœurs (Hannah and her Sisters)

### Meilleure actrice
- Maggie Smith pour le rôle de Charlotte Bartlett dans Chambre avec vue (A Room with a View)
  - Cathy Tyson (en) pour le rôle de Simone dans Mona Lisa
  - Mia Farrow pour le rôle d'Hannah dans Hannah et ses sœurs (Hannah and her Sisters)
  - Meryl Streep pour le rôle de Karen Blixen dans Out of Africa

### Meilleur acteur dans un second rôle
- Ray McAnally pour le rôle du Cardinal Altamirano dans Mission (The Mission)
  - Klaus Maria Brandauer pour le rôle de Baron Bror Blixen dans Out of Africa
  - Simon Callow pour le rôle du révérend Beebe dans Chambre avec vue (A Room with a View)
  - Denholm Elliott pour le rôle de Mr. Emerson dans Chambre avec vue (A Room with a View)

### Meilleure actrice dans un second rôle
- Judi Dench pour le rôle de Eleanor Lavish dans Chambre avec vue (A Room with a View)
  - Barbara Hershey pour le rôle de Lee dans Hannah et ses sœurs (Hannah and her Sisters)
  - Rosemary Leach pour le rôle de Mrs Honeychurch dans Chambre avec vue (A Room with a View)
  - Rosanna Arquette pour le rôle de Marcy Franklin dans After Hours

### Meilleur scénario original
- Hannah et ses sœurs (Hannah and her Sisters) – Woody Allen
  - Crocodile Dundee – Paul Hogan, Ken Shadie et John Cornell
  - Mona Lisa – Neil Jordan et David Leland
  - Mission (The Mission) – Robert Bolt

### Meilleur scénario adapté
- Out of Africa – Kurt Luedtke 
  - Ran – Akira Kurosawa, Hideo Oguni et Masato Ide
  - Chambre avec vue (A Room with a View) – Ruth Prawer Jhabvala
  - La Couleur pourpre (The Color Purple) – Menno Meyjes
  - Les Enfants du silence (Children of a Lesser God) – Hesper Anderson et Mark Medoff

### Meilleure direction artistique
- Chambre avec vue (A Room with a View) – Gianni Quaranta et Brian Ackland-Snow
  - Ran – Yoshiro Muraki et Shinobu Muraki
  - Mission (The Mission) – Stuart Craig
  - Aliens, le retour (Aliens) – Peter Lamont

### Meilleurs costumes
- Chambre avec vue (A Room with a View)
  - Out of Africa
  - Mission (The Mission)
  - Ran

### Meilleurs maquillages et coiffures
- Ran (乱)
  - Sid et Nancy (Sid and Nancy : Love Kills)
  - Dreamchild
  - Aliens, le retour (Aliens) – Peter Robb-King (maquillage)

### Meilleure photographie
- Out of Africa – David Watkin
  - Chambre avec vue (A Room with a View) – Tony Pierce-Roberts
  - Ran – Takeo Saitō et Masaharu Ueda
  - Mission (The Mission) – Chris Menges

### Meilleur montage
- Mission (The Mission) – Jim Clark
  - Hannah et ses sœurs (Hannah and her Sisters) – Susan E. Morse
  - Chambre avec vue (A Room with a View) – Humphrey Dixon
  - Mona Lisa – Lesley Walker

### Meilleurs effets visuels
- Aliens, le retour (Aliens) – Brian Johnson, John Richardson, Robert Skotak et Stan Winston
  - Mission (The Mission)
  - Dreamchild
  - Labyrinthe (Labyrinth)

### Meilleur son
- Out of Africa
  - Chambre avec vue (A Room with a View)
  - Mission (The Mission)
  - Aliens, le retour (Aliens) – Roy Charman, Graham V. Hartstone et Don Sharpe

### Meilleure musique de film
- Mission (The Mission) – Ennio Morricone
  - Chambre avec vue (A Room with a View) – Richard Robbins
  - Out of Africa – John Barry
  - Autour de minuit (Round Midnight) – Herbie Hancock

### Meilleur film en langue étrangère
- Ran (乱) •  Japon
  - Ginger et Fred (Ginger e Fred) •  France/ Allemagne/ Italie
  - 37°2 le matin •  France
  - Othello (Otello) •  Italie/ Pays-Bas/ États-Unis

### Meilleur court-métrage
- La Boule – Alain Ughetto
  - Night Move – Gur Heller
  - King's Christmas – Graham Dixon
  - Mohammed's Daughter – Suri Krishnamma

### Meilleure contribution au cinéma britannique
Michael Balcon Award.
- Film Production Executives

### Fellowship Award
Prix d'honneur de la BAFTA, récompense la réussite dans les différentes formes du cinéma.
- Federico Fellini

## Récompenses et nominations multiples

### Nominations multiples
Films
 14  : Chambre avec vue
 11  : Mission
 8  : Hannah et ses sœurs
 7  : Out of Africa
 6  : Mona Lisa, Ran
 4  : Aliens, le retour
 2  : Crocodile Dundee, Dreamchild
Personnalités
 3  : Woody Allen
 2  : Paul Hogan, Neil Jordan

### Récompenses multiples
Légende : Nombre de récompenses/Nombre de nominations
Films
 4 / 14  : Chambre avec vue
 3 / 7  : Out of Africa
 3 / 11  : Mission
 2 / 6  : Ran
 2 / 8  : Hannah et ses sœurs
Personnalités
 2 / 3  : Woody Allen

### Les grands perdants
1 / 6  : Mona Lisa